# Зимна приказка в Ню Йорк
„Зимна приказка в Ню Йорк“ (на английски: Winter's Tale) е американска романтична драма от 2014 година, базиран на романа „Зимна приказка“, написана от Марк Хелприн, и публикуван през 1983 г. Филмът е продуциран и режисиран от Акива Голдсман (в неговия режисьорски дебют), по негов сценарий. Във филма участват Колин Фарел, Джесика Браун Финдли, Дженифър Конъли, Уилям Хърт, Ева Мари Сейнт (в нейната последна филмова роля, преди да се пенсионира), Ръсел Кроу и Уил Смит. Премиерата на филма е в Лондон на 13 февруари и излиза по кината на 14 февруари в Съединените щати от Уорнър Брос Пикчърс.